# رقية زيادي
رقية زيادي (مواليد 8 فبراير 1986) هي لاعبة كرة يد جزائرية . تلعب في نادي سعيدة وفي المنتخب الوطني الجزائري . شاركت في بطولة العالم للسيدات لكرة اليد لعام 2013 في صربيا ، حيث احتلت الجزائر المركز 22.